# Agrotis transiens
Agrotis transiens är en fjärilsart som beskrevs av Emilio Berio 1936. Agrotis transiens ingår i släktet Agrotis och familjen nattflyn. Inga underarter finns listade i Catalogue of Life.